# Општина Барза (Олт)
Барза (рум. Bârza) општина је у Румунији у округу Олт.
Oпштина се налази на надморској висини од 130 m.